# 模范马路
模范马路，位于南京市鼓楼区。清政府因举办南洋劝业会于1909年兴建，道宽可并排行驶汽车，是当时南京最宽阔、最现代化的一条马路，因而被称作“南京市交通线示范马路”。长482米。